# Форт Дејвис (Тексас)
Форт Дејвис (енгл. Fort Davis) насељено је место без административног статуса у америчкој савезној држави Тексас.

## Демографија
По попису из 2010. године број становника је 1.201, што је 151 (14,4%) становника више него 2000. године.
| Група             | 2000.       | 2010.       |
| Белци             | 513 (48,9%) | 605 (50,4%) |
| Афроамериканци    | 2 (0,2%)    | 11 (0,9%)   |
| Азијати           | 0 (0,0%)    | 0 (0,0%)    |
| Хиспаноамериканци | 518 (49,3%) | 575 (47,9%) |
| Укупно            | 1.050       | 1.201       |